# Joseph Madec
Joseph Théophile Louis Marie Madec (* 15. März 1923 in Ploërmel, Département Morbihan, Frankreich; † 5. Februar 2013 in Vannes) war Bischof von Fréjus-Toulon.

## Leben
Joseph Madec studierte von 1945 bis 1950 Philosophie am Priesterseminar von Vannes und Theologie am Séminaire français de Rome und empfing am 5. April 1947 in der Lateranbasilika die Priesterweihe. Er absolvierte ein Theologiestudium an der Päpstlichen Universität Gregoriana und ein Bibelstudium am Päpstlichen Biblischen Institut in Rom. Er war Sekretär des Bistums Vannes und Kaplan der Bistumsschulen, später Pfarrer in Lorient. 1953 wurde er Professor für dogmatische Theologie am Großen Seminar von Vannes, 1965 dessen Superior und ab 1971 mit Zusammenlegung der bretonischen Seminare Superior im interdiözesanen Seminar in Rennes. 1976 erfolgte die Ernennung durch Papst Paul VI. zum Generalvikar der Diözese Vannes. Er war zudem Kaplan in verschiedenen Ebenen der religiösen Gewerkschaften und verschiedener Laienbewegungen. Er war von 1980 bis 1983 Rektor der Kirche Saint-Louis des Français in Rom.
Papst Johannes Paul II. ernannte ihn am 8. Februar 1983 zum Bischof von Fréjus-Toulon. Die Bischofsweihe spendete ihm der Erzbischof von Marseille, Roger Kardinal Etchegaray am 10. April desselben Jahres; Mitkonsekratoren waren Pierre Boussard, Bischof von Vannes, und Gilles Barthe, emeritierter Bischof von Fréjus-Toulon. Am 16. Mai 2000 nahm Papst Johannes Paul II. sein aus Altersgründen vorgebrachtes Rücktrittsgesuch an.